# Terra Incognita (televisieserie)
Terra Incognita was een realityserie op de Nederlandse televisiezender Net5 en op de Vlaamse televisiezender VT4. De serie speelde zich af in Thailand. en werd voor het eerst vertoond op 4 september 2005. Het programma werd geproduceerd door Kanakna, een Vlaams productiehuis. Het werd gepresenteerd door Roos Van Acker en Art Rooijakkers. Het programma was geen succes, er keken gemiddeld 200.000 mensen per aflevering en na de eerste reeks kwam er geen vervolg.
In het programma moesten de kandidaten zo ver mogelijk doordringen in de mysterieuze eilandenwereld van de geïsoleerde primitieve zeenomaden in de Thaise Andamanen, tegen de grens met Myanmar. De kandidaten moesten naar een zo hoog mogelijk niveau geraken, elk eiland stelde een niveau voor en hoe dichter het eiland bij het Zuidoost-Aziatische vasteland ligt, hoe lager het niveau was. De achttien deelnemers startten op het Thaise vasteland, op een strand aan de Andamanse Zee. Zes deelnemers kwamen vervolgens op het tweede niveau terecht, het eiland Koh Muk. Het derde niveau was de rotseilanden van Rang Nok, waar een drietal deelnemers in afzondering en met weinig eten moest zien te overleven. Deelnemers konden door middel van proeven en stemmingen degraderen naar lagere niveaus en promoveren naar hogere niveaus.
In de realityserie werden de zeenomaden, hun eilanden en hun taal als mysterieus voorgesteld. In de werkelijkheid is Koh Muk niet geïsoleerd: er zijn zes resorts aanwezig, elk met restaurant, er wonen circa 1500 mensen en er komen regelmatig Thaise toeristen.
In maart 2008 onthulde het toenmalige actualiteitenprogramma KRO Reporter dat tijdens de opnamen van het programma door een lokale bewaker op de set een overvaller zou zijn gedood. Producent Kanakna zou de bewaker hebben beschermd en niet hebben aangegeven bij de politie. Volgens Kanakna-oprichter Ludo Poppe heeft zijn bedrijf in de afhandeling van de zaak echter volledig meegewerkt met de lokale autoriteiten.